# やさしい教師の躾けかた。
『やさしい教師の躾けかた。』（やさしいきょうしのしつけかた）は、漫画家・宙（そら）による日本の4コマ漫画。『まんが4コマぱれっと』（一迅社）にて、2009年5月号から連載開始した。2016年12月号の掲載を最後に休載している。2022年4月号で『まんが4コマぱれっと』が休刊となり『一迅プラス』へ移籍予定。

## 登場人物
※担当声優は、ドラマCD版のもの。

### 私立志堂小学校4年3組
「先生」（せんせい）
声 - 名塚佳織
本作の主人公。22歳。作中の4月より志堂小学校の教師となり、4年3組の担任となった。本名未登場。
性格は天然でおとなしく、恥ずかしがり屋。押しに弱く、人の頼みを断れない性格もあって、歌和多たちの格好のイタズラ標的にされている（さち曰く、「ちょろすぎる」）。しかしイタズラされないと寂しく思ったり、羞恥を気持ちいいと感じたりするなど、本人も心底嫌がっているわけではない。それらイタズラを受けた反応が度を抜けて色っぽいため、生徒や職員からは親しみやすいエロい教師という印象を持たれている。
反面、生徒のことになると真摯に考え行動し、時に大胆な行動に出ることもある。生徒一人ひとりのこともよく見ており、それは生徒の身体測定のデータを全員分覚えているほど。加えて自分の弱点（子どもが怖いこと・料理など）の克服に努める努力家でもあり、生徒からの信頼も厚い。
元々、大きな声で怒鳴る・全員の前で話す等、自分にはできないことを平然とする教師という職にコンプレックスを抱いていた。だからこそ教師になることを目指したらしい。
ウェーブがかった黒髪で、スタイルがいい（B92 W58 H80）。特に大きな胸はよく歌和多の標的となっていることからコンプレックスになっており、願い事には「胸が小さくなること」と書いていた。酒に強い。人参が苦手。
白石歌和多（しらいし かなた）
声 - 佐藤聡美
4年3組の生徒。9歳。いつも「先生」にイタズラをする。双子の姉。
性格は活発的で向こう見ず。先生が自分を咎めないことをいいことに、先生に様々なイタズラを仕掛ける。しかし嫌いなわけではなく、先生と稜子が仲が良さそうにしていると嫉妬したり、先生の体調が悪いと本気で心配するなど、本当は大好き。そして弟の真名兎のことをとても大事に思っており、彼が行方不明になった際は自身の怪我を顧みず探し回るという、弟想いの一面もある。
作品の途中で真名兎と共に先生のアパートの隣室へ越してきた。そのあとは家ぐるみの付き合いも増えた模様。
両親とは多忙のため疎遠になっていたが、授業参観に来たことがきっかけで仲直りした。
ショートの淡い栗色の髪で、右前髪には髪留めをつけている。ピーマンが嫌い。テストではいつも満点。嘘が苦手。
白石真名兎（しらいし まなと）
声 - 茅原実里
4年3組の生徒。9歳。いつも静かにしている。双子の弟。
感情を出さず、ほとんど喋った描写がない。加えて存在感が薄く、不意に登場して先生を驚かせたりする。普段は歌和多の手先として無表情にイタズラを手伝ったりするが、不機嫌になったりすると従わなくなったりする。でも大好きなものとして歌和多を挙げるなど、姉のことを慕っているよう。
外見に似合わず大食漢。目を外すといつの間にか食べ終わっているという早食いスキルの持ち主でもある。
ショートの淡い栗色の髪を後ろで結わえており、左前髪には髪留めをつけている。外見上はどう見ても女子であるため、体育教師から性別を疑われたことも。
御岳さち（みたけ さち）
声 - 大坪由佳
4年3組の生徒。9歳。白石姉弟の暴走を止めるツッコミ役。
性格は真面目であり、普段はいつもツッコミ役に回っている。しかし先生に何か言われると挙動不審になる、将来の結婚相手として先生を想像するなど、歌和多たちとは別の意味で先生が大好きな模様。そのためイタズラを阻止・あるいは終了しようとするのだが、回避できたことはない。ピーナッツ瀧の大ファン。
家は寺であり、行儀や作法が身についている。今のファッションに興味はないが、先生に見てみたいと言われて着るようになった。
黒髪のロングストレートをそのまま下ろしており、髪留めなどはつけていないが、歌和多の髪留めはさちの物だった。料理が得意。

### 私立志堂小学校講師
志堂稜子（しどう　りょうこ）
声 - 竹達彩奈
24歳。4年2組の担任教師であり、「先生」の同様作中の4月より志堂小学校の教師となった。白石姉弟からは「オジョー」と呼ばれる。
「先生」と正反対で貧乳、子供（性別かまわず）が大好きだが、度に過ぎた言動が多いので、歌和多達に敬遠される。逆に「先生」とは友人同士になる。
実は教師になる前に、学校で「先生」と出会ったことがある。ドラマCD版は4巻で登場。

### 家族たち
志堂傑（しどう　すぐる）
志堂小学校の校長兼理事長兼会社社長。稜子の父。
社会人としてはかなり有能で、展開したすべての事業を成功させた。実はかなり親バカ、稜子を過剰に甘やかす言動は彼女自身さえも呆れた。
また、娘や生徒たちが「先生」に影響されて成長したことを気付き、彼の権力を使って（すべて「先生」絡み）様々の無茶な命令を実行した。
御岳幸恩（みたけ きょうおん）
さちの父。
生臭坊主であり、子供の前で素直に「先生」への感想を言う他、歌和多にあやしい技を教えた。
さちには甘いが、息子には放任主義の娘バカ。
御岳幸明（みたけ こうめい）
さちの兄。高1。
家計のため複数のアルバイトをやっており、家事スキルも高いが、実はドMである。
白石和真（しらいし かずま）
白石姉弟の父。白石クリニックの院長。
親たちの中では比較的の常識人。本当は娘と息子のことを大切しているが、傑が娘を溺愛する様子を見てから白石姉弟に素直になれず、不仲の理由となってしまった。
「先生」のパンチラ写真を見てからとある計画が実行するなど、歌和多に似た一面を持つ。
白石兎歌（しらいし とうか）
白石姉弟の母、和真とは従兄妹同士で幼馴染。白石クリニックのナース。
性格はふわふわして捉えどころがない、そして真名兎と同じ神出鬼没で存在感が薄く、よく「先生」や病人に幽霊と間違えられてる。

### 瀧岡家
瀧岡 広識（たきおか　ひろしき）
稜子の見合い相手。気弱いな性格で、「先生」に一目惚れのも歌和多の罠に嵌ってしまう。
ピーナッツ瀧
映画化した小説「おっぱい教師英雄譚」の作者。単行本3巻で広識の姉と判明、本名は瀧岡 雛都（たきおか　ひなつ）。

## 単行本
- 宙 『やさしい教師の躾けかた。』 一迅社 〈4コマKINGSぱれっとコミックス〉、既刊4巻
  1. 2010年12月22日発売 ISBN 978-4-7580-8104-7
  2. 2011年10月22日発売 ISBN 978-4-7580-8136-8
  3. 2013年6月22日発売 ISBN 978-4-7580-8179-5
    - 限定版（ドラマCD付き） 2013年6月22日発売 ISBN 978-4-7580-8180-1

  4. 2015年1月28日発売 ISBN 978-4-7580-8208-2
    - 特装版（ドラマCD付き） 2015年1月28日発売 ISBN 978-4-7580-8209-9